# Bridget St. John
Bridget St. John, nascuda Bridget Hobbs (South London, Londres, 4 d'octubre de 1946), és una cantautora i guitarrista britànica, que va estar activa del 1968 al 1976, i en aquest període gravà tres discos de folk rock produïts per John Peel. Després va estar inactiva durant dues dècades, i a partir del 1999 ha tornat a fer algunes aparicions. També participà en dos dels discos de Mike Oldfield i en dos de Kevin Ayers.